# 22534 Lieblich
22534 Lieblich è un asteroide della fascia principale. Scoperto nel 1998, presenta un'orbita caratterizzata da un semiasse maggiore pari a 2,2473702 UA e da un'eccentricità di 0,1560501, inclinata di 1,91257° rispetto all'eclittica.